# Henry V. Larom
Henry Van Bergen Larom (né le 3 juillet 1903 à Saranac Lake, État de New York – décédé le 7 décembre 1975 à Suffern) est un écrivain et poète américain, auteur de littérature d'enfance et de jeunesse.
Il est surtout connu pour ses six romans pour la jeunesse qui se déroulent tous dans la région du Wyoming sur le thème des chevaux et des ranchs.

## Biographie
Après avoir étudié à l'Université de Virginie, où il reçoit son baccalauréat, il obtient sa maîtrise à l'Université du Montana. Il enseigne l'anglais dans cette dernière institution de 1950 à 1959. 
En 1959, il devient le doyen fondateur du Rockland Community College à Saranac Lake.
Chaque année, un prix Henry V. Larom est décerné par le SUNY Rockland Community College pour un roman ou un poème.

## Œuvre

### Romans de littérature d'enfance et de jeunesse
- Mountain Pony, a story of the Wyoming Rockies, illustré par Ross Santee, Whittlesey House/McGraw-Hill, 1946 Publié en français sous le titre Un poney des Rocheuses, traduit par Charlotte et Marie-Louise Pressoir, Illustré par Jean Reschofsky, Hachette, Bibliothèque verte, 1952
- Mountain Pony and the Pinto Colt, illustré par Ross Santee, Whittlesey House/McGraw-Hill, 1947 Publié en français sous le titre Au galop cow-boy !, traduit par Yolande et René Surleau. Illustrations de François Batet, Hachette, Bibliothèque verte, 1951
- Mountain Pony and the Rodeo Mystery, illustré par Ross Santee, Whittlesey House/McGraw-Hill, 1949 Publié en français sous le titre Le Mystère du Rodéo, traduit par Jacqueline Villaret. Illustrations de Henri Dimpre, Hachette, Bibliothèque verte, 1954
- Mountain Pony and the Elkhorn Mystery, illustré par Ross Santee, Whittlesey House/McGraw-Hill, 1950 Publié en français sous le titre Le Mystère du Ranch, Traduit par Jean Muray. Illustrations de Henri Dimpre, Hachette, Bibliothèque verte, 1953
- Bronco Charlie Rider of the Pony Express, illustré par Wesley Dennis, Whittlesey House/McGraw-Hill, 1951
- Ride like an Indian!, illustré par Wesley Dennis, Whittlesey House/McGraw-Hill, 1958

### Poésie
- Backtrail : selected poems, Rockland Community College, 1974.